# AWAKE

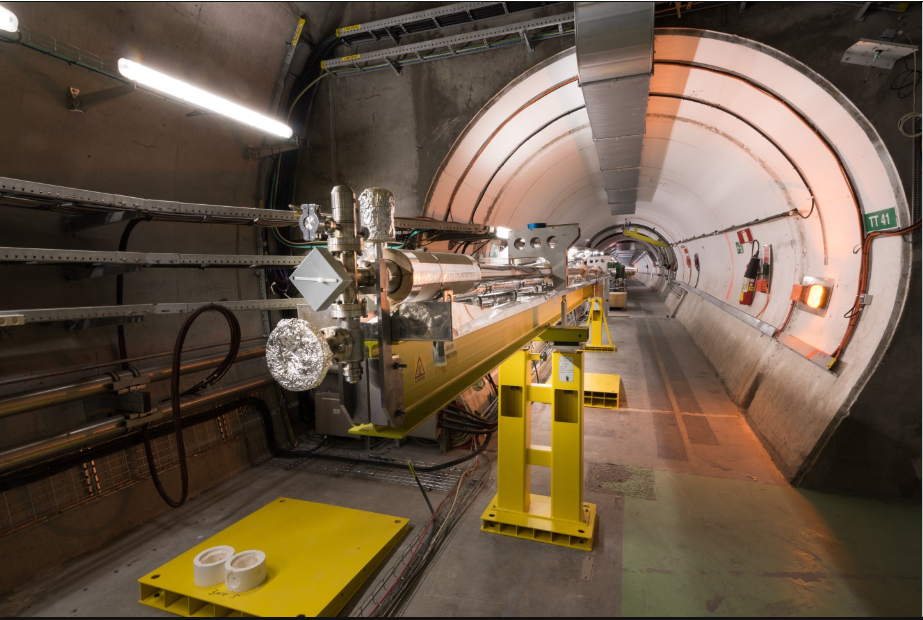
Cella di plasma di AWAKE sviluppata da MPP

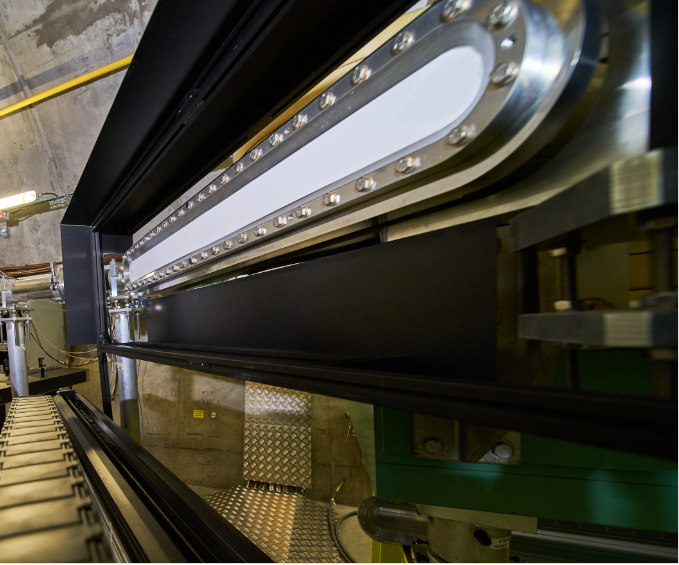
Scintillatore di 1 metro che mostra se sia stato accelerato.

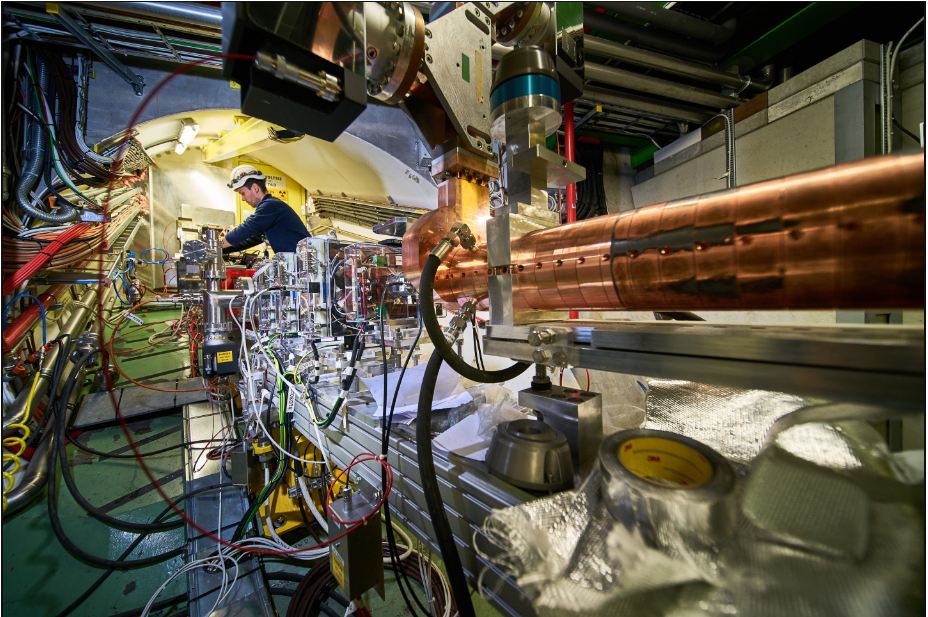
Sorgente di elettroni e beamline installation

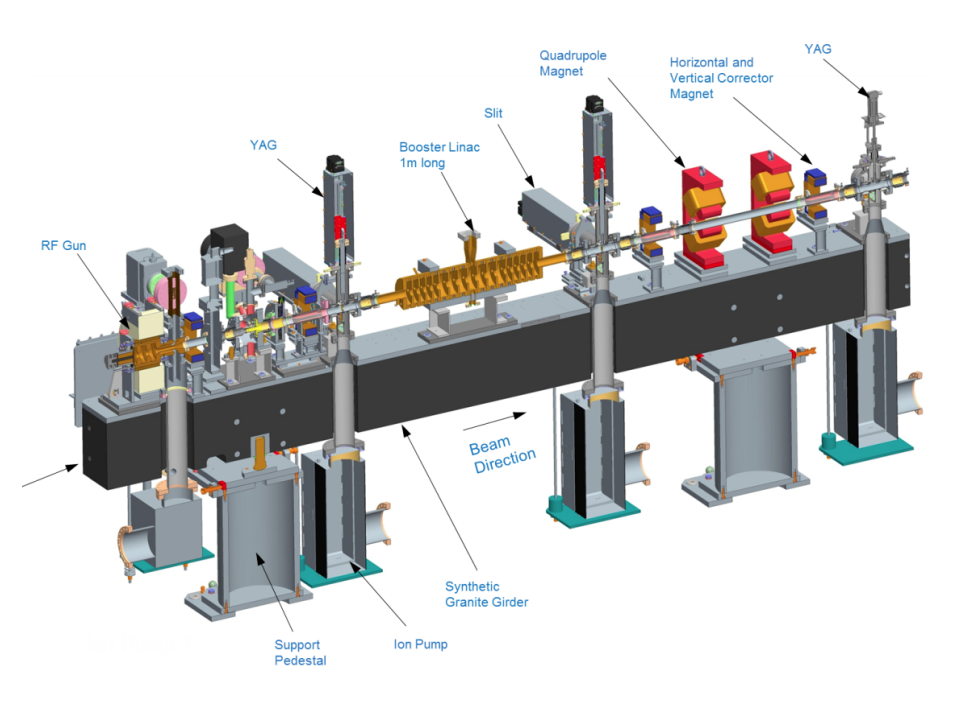
Visione della pistola foto-iniettrice RF che produce il fascio di elettroni che devono essere iniettati nei campi wake di plasma

AWAKE (Advanced WAKEfield Experiment) è un esperimento del CERN che indaga l'accelerazione del plasma wakefield usando un insieme di protoni come guida per la prima volta al mondo. Ha lo scopo di accelerare gli elettroni a bassa energia da 15-20 MeV a diversi GeV a breve distanza, circa 10 metri, creando un alto gradiente di accelerazione di diversi GV/m. Gli attuali acceleratori come il LHC usando cavità-RF standard o a superconduzione per l'accelerazione ma sono limitati dal gradiente di accelerazione nell'ordine di 100 MV/m.

## L'evoluzione dell'esperimento dal 2013 al 2018
L'11 febbraio 2016 viene installata la fonte di vapore lunga dieci metri ed il primo fascio di protoni viene inviato il 16 giugno.
I primi dati con un insieme di protoni dentro al plasma sono stati acquisiti nel dicembre 2016.
Il 26 maggio 2018, AWAKE accelera un fascio di elettroni per la prima volta. Il fascio viene accelerato da 19 MeV a 2 GeV a una distanza di 10 m..